# 上智大学硬式野球部
上智大学硬式野球部（じょうちだいがくだいがくこうしきやきゅうぶ、Sophia University Baseball Club）は、東都大学野球連盟4部リーグに所属する大学野球チーム。上智大学の学生によって構成されている。

## 創部
1916年（大正5年）創部。1926年（大正15年）に発足した東京新十大学野球連盟に加わったことがある。

## 本拠地
- 東京都千代田区紀尾井町７－１（四谷キャンパス真田濠グラウンド）

授業期間中の練習で使用
- 神奈川県秦野市上大槻山王台999（上智短期大学内 秦野グラウンド）

リーグ戦で使用されるほか、週末や休暇期間中の練習を行う

## 関連人物
- 井箟重慶（オリックス・バファローズ元球団代表、元監督）
- 吉田伸男（フリーアナウンサー）